# Karl Anton Hamacher
Karl Anton Hamacher (* 1771; † 1. Dezember 1810 in Düsseldorf) war ein deutscher Jurist, Rechtswissenschaftler und von 1803 bis 1805 Privatdozent an der Rechtsakademie Düsseldorf. Außerdem war er Autor einiger rechtswissenschaftlicher Abhandlungen.

## Leben
Ab November 1789 sind seine Studien an der rechtswissenschaftlichen Akademie nachweisbar, an der er später als Lehrer arbeiten sollte. Verzeichnet sind Institutionen, Pandekten und Kanonisches Recht sowie Lehnsrecht. Er wird als Carl Joseph Henoumonts „fleißigster Repetent“: S. 254 gewürdigt. In den Jahren 1796 und 1797 bewarb er sich vergeblich um eine Stelle als Kanzlei-Rechtsanwalt bei Gericht, auch, nachdem der Schöffe und Jülich- und Bergische Hofrat Franz Wilhelm Neesen verstorben war.
In den Jahren 1798/99 absolvierte er eine praktische Ausbildung bei seinem Professor Theodor Josef Lenzen (1762–1835). 1799 bewirbt er sich um eine Stelle als Rechtslehrer an der Akademie. In der Begründung heißt es, er habe 10 Jahre des Studiums dort verbracht. Professor Johann Jacob Camphausen (1745–nach 1799) habe „seit vielen Jahren keine Vorlesungen mehr [ge]halten und die übrigen Rechts-Lehrer [würden] wenig hinreichen, um alle Teile der Rechtswissenschaft zu lehren.“ Ferner zählt er auf, welche Fächer un- oder unterbesetzt seien. Der Kurfürst allein müsse sich glücklich schätzen, junge Männer zu guten Juristen heranzubilden. Tatsächlich scheint er die (unbezahlte) Stelle erhalten zu haben, denn Anfang September kündigt er seine Vorlesungen als Repetent öffentlich an. Einen Monat später erhält er ein Zeugnis für seine Tätigkeit bei Lenzen.
Ende März 1800 reagierte Kurfürst Maximilian IV. auf Hamachers „fundierte und ausführliche Vorschläge zu einer Verbesserung der Einrichtung auf der juristischen Akademie“ und kündigte eine Reorganisation an. Er wolle damit aber auf „ruhigere Zeiten“ – gemeint ist wohl nach der Besetzung des Herzogtums Berg durch die Franzosen.

1801 erneuerte er sein Gesuch auf eine Raths-Referendar-Stelle verbunden mit der Hoffnung, sich mit seinen früheren Gesuchen „der höchsten Gnade zu einer Anstellung nicht unwürdig gemacht“: S. 255 zu haben. Um seinem Gesuch Nachdruck zu verleihen, fügte er ein 26-seitiges Manuskript mit „Gedanken über eine verbesserte Einrichtung der juristischen Akademie in Düsseldorf“ bei. Dieses erneute Gesuch fand kein Gefallen, denn bereits vier Tage später antwortete ihm Vizekanzler Georg Joseph von Knapp (1726–1802): 

„Das Gesuch beruhe demnach auf sich und [der] Supplikant hätte des unnöthigen Supplicierens sich zu enthalten – denn ist der Supplikant thätig und findet bey den Vorlesungen Beyfall, so wird es ihm an Zuhörern nicht fehlen und mag derselbe das Betragen des dermal zu Göttingen sich befindlichen Repetenten [Johann Wilhelm] Neuss sich zum Beyspiel seyn lassen.“

Davon ließ Hamacher sich nicht abschrecken und kritisierte vorauseilend die aktuellen Zustände an der Akademie, die sich „nur auf Küche und Keller beschränke“. Diese Ausführungen ergänzte er mit seinen Vorstellungen eines 6-Semester-Studienplans. Auch kritisierte er, dass Naturrecht und Kirchenrecht nur bei der Theologischen Fakultät gehört werden könne, die die Protestanten ausschlösse und die zu sehr nach der katholischen Moraltheologie ausgerichtet sei. Eine seiner Ausführungen lautete: „Ohne alle pädagogische, encyclopädische und geschichtliche Vorkenntnisse wird der angehende Rechtsbeflissene gewöhnlich in das weitschichtige Gebiet der Rechtswissenschaft eingeführt, während weder die Dauer eines Cursus noch die Studienzeit überhaupt fest bestimmt ist.“
Johann Wilhelm Neuss (1780–1857) wurde von dem allseits anerkannten Henoumont protegiert und konnte am 7. Januar 1804 als 24-Jähriger, der noch als Minderjähriger von seinem Vater vertreten werden musste, seine Ernennungsurkunde als Ordentlicher Professor entgegennehmen. Seine fortwährenden Vorschläge gerieten ihm nicht zum Vorteil. Von Knapp schöpfte den Verdacht, Hamacher wolle „sein Talent dem Publico vorlegen“, sich also in der Öffentlichkeit beliebt machen und seine Nähe zum Deutschen Idealismus wäre dem Fürstenhof suspekt. Der neun Jahre jüngere Neuss, der zum Studium ebenfalls die Düsseldorfer Rechtsakademie durchlaufen hatte, verfasste 1804 gar eine Streitschrift mit dem Titel Geschichte meiner Studien, und gnädigsten Anstellung zum ordentlichen Lehrer der Rechtswissenschaften auf der Churfürstlichen Akademie in Düsseldorf. Darin geht er vor allem auf den von Hamacher geäußerten Vorwurf einer Ämterpatronage ein, anerkennt aber das Motto honeste vivere, alterum non laedere, suum cuique tribuere. Dieser Streit endete damit, dass Hamacher, der von Guntram Fischer ebenso wie Neuss als hoffnungsvoller, junger Juristennachwuchs eingeschätzt wurde, resignierte und sowohl seine für 1804 angekündigte Juristenzeitschrift Archiv der Gesetzgebung und Rechtspflege mit vorzüglicher Rücksicht auf das herzugthum Berg nicht weiter verfolgte als auch zum Semesterende seine Repetentenstelle kündigte.
Für einen Verdienst besorgte er eine Kaufmannsbuchhaltung sowie Geschäfte bei der Armenversorgung und bei einer Zeitungsredaktion. 1805 gab er die Schrift Berichtigung der Lehre: Von der Verbindlichkeit der Mobiliar-Erben zur Zahlung von Schulden, welche zum Ankauf liegender Güter unter der außergerichtlichen Verpfändung derselben gemacht worden sind heraus. Im selben Jahr kaufte er das Haus Zum Papagey samt Anwesen Flingerstraße 41 von einer Witwe. Für die Jahre 1805 bis 1810 wird er als provisorischer Friedensrichter aktenkundig. Seine diversen Gesuche wurden 1806 amtlich „ad acta“ gelegt. Ein anderes Dokument belegt, dass er vor 1807 Leiter der Armenverwaltung gewesen sein muss.
Über seine Familie ist heute nichts mehr bekannt. Am 21. Dezember 1798 heiratete er Maria Lennartz. 1811, ein viertel Jahr nach seinem Tod, gebar sie einen Sohn. Er liegt auf dem Friedhof Golzheim. Die Inschrift auf seinem Grabstein lautet: „Carl Hamacher, Amtsverwalter und erster Friedensrichter des Cantons Düsseldorf, gestorben im 39. Jahr seines Alters am 1.12.1810“.